# Volksbühne
Volksbühne (da.: Folketeatret) er et ensembleteater i Berlin, Tyskland. Teatret er beliggende i Mitte, på Rosa-Luxemburg-Platz i det tidligere Østberlin.
Volksbühne blev bygget fra 1913-1914 og er tegnet af Oskar Kaufmann. Teatret har sine rødder i organisationen "Freie Volksbühne", der i 1892 formulerede en vision om et teater for folket. Målet var at opføre socialrealistiske skuespil samt at have en entrépris, som den almindelige arbejder havde råd til at betale. Oprindeligt var teatrets slogan "Die Kunst dem Volke" (Folkets kunst). Teatret blev ødelagt under 2. verdenskrig og blev genopbygget 1950-1954. Det nye teater er tegnet af Hans Richter. 
Siden 1992 har teatrets direktør været Frank Castorf. Teatret er grundet sine provokerende og eksperimenterende opsætninger blevet kaldt den mest spændende scene i Tyskland. 